# Вільгельм Ветт
Вільгельм Ветт (дан. Vilhelm Vett, 31 грудня 1879 — 3 грудня 1962) — данський яхтсмен.
Срібний призер Олімпійських Ігор 1924 (клас 6 метрів), 1928 (клас 6 метрів) років.